# Łubieniec
Łubieniec (kaszb. Łubénc) – przysiółek wsi Łąkie w Polsce, położony w województwie pomorskim, w powiecie bytowskim, w gminie Studzienice, na Pojezierzu Bytowskim. Wchodzi w skład sołectwa Łąkie.
W latach 1975–1998 przysiółek należał administracyjnie do województwa słupskiego.